# Radziszów (stacja kolejowa)
Radziszów – stacja kolejowa w Radziszowie, w województwie małopolskim, w powiecie krakowskim. Została otwarta 16 grudnia 1884 roku wraz z oddaniem do użytku linii kolejowej nr 97, będącej odcinkiem Galicyjskiej Kolei Transwersalnej. Stację zelektryfikowano w latach 70. podczas pierwszego etapu elektryfikacji linii na odcinku Skawina – Sucha Beskidzka, który oddano do użytku 17 lipca 1974 roku. Obecnie (2023) na stacji zatrzymują się jedynie pociągi osobowe Polregio lub (wyjątkowo) Kolei Małopolskich kursujące do Bielska-Białej, Suchej Beskidzkiej czy Zakopanego, a w drugą stronę do Krakowa Głównego.
| Rok  | Wymiana pasażerska |
| ---- | ------------------ |
| 2017 | 20-49              |
| 2022 | 50-99              |

## Dane techniczne
Przed modernizacją w 2019 roku stacja posiadała trzy zelektryfikowane tory główne (tor 1, 2 i 4) - dwa z nich znajdujące się przy niskim (wysokość 0 mm od główki szyny), dwukrawędziowym peronie wyspowym (tor 1 i 2), jeden niezelektryfikowany tor boczny przy budynku stacyjnym (tor 3) i jeden niezelektryfikowany tor przy rampie załadunkowej (tor 5) przy magazynie, zakończony kozłem oporowym. Na stacji były zainstalowane urządzenia przekaźnikowe typu E z sygnalizacją świetlną.
Z kamer TVU umieszczonych przy przejeździe kolejowo-drogowym od strony wyjazdu ze stacji w kierunku Leńczy nadzoruje się sytuację na przejeździe i stwierdza koniec pociągów wjeżdżających od tej strony.
Wyjazd ze stacji w kierunku Skawiny jest osłaniany przez żeberko ochronne umieszczone na końcu toru 4, za rozjazdem 2.

## Modernizacje i remonty
W roku 2006 stacja przeszła drobny remont związany z powstaniem Kolejowego Szlaku Jana Pawła II. Odnowiono wówczas elewację budynku stacyjnego.
W 2019 roku podczas modernizacji linii podniesiono peron do standardowej wysokości 760 mm, zdemontowano wjazd na tor 3 od strony Skawiny i skrócono go, wymieniono urządzenia SRK z urządzeń przekaźnikowych na przekaźnikowo-komputerowe MOR-1. Podniesiono również prędkość szlakową do 100 km/h.